# 纐纈あや
纐纈 あや（はなぶさ あや、1974年 - ）は、日本の映画監督。代表作はドキュメンタリー映画『ある精肉店のはなし』。

## 略歴
東京都出身。自由学園最高学部卒業。卒業後は半導体の商社にOLとして就職したが、給料をもらってプライベートを充実させるという働き方に疑問を持ち、3年勤めて退職した。これしかないと全力を注げるライフワーク、納得できる仕事を探していろいろな経験をした。2001年、本橋成一が主宰し、写真撮影、映画製作などを行うポレポレタイムス社に入社した。
本橋が監督した映画「アレクセイと泉」（2002）、「ナミイと唄えば」（2006）の製作にかかわった。
2010年に初めて監督をしたドキュメンタリー映画「祝の島」（ほうりのしま）がシチリア環境映画祭（2012 SiciliAmbiente Film Festival）のドキュメンタリー部門で最優秀賞を受賞した。この作品は瀬戸内海の島で自然と共存する人々の暮らしと原発反対運動の様子を追った。
2013年に二作目のドキュメンタリー作品「ある精肉店のはなし」を監督した。大阪府貝塚市の北出精肉店の家族の暮らしを描いたこの作品は釜山国際映画祭ワイドアンブル部門と山形国際ドキュメンタリー映画祭日本プログラム部門に正式出品され、フランクフルト（ドイツ）で行われる日本映画祭、ニッポン・コネクションでニッポン・ヴィジョンズ観客賞を受賞、2013年第87回キネマ旬報文化映画ベスト・テン第2位を獲得した。また、第5回辻静雄食文化賞、平成26年度文化庁映画賞文化記録映画部門大賞を受賞した。2014年、同作品の製作をきっかけに「やしほ映画社」を立ち上げた。

## 監督作品
- 祝の島（ほうりのしま）（2010年）
- ある精肉店のはなし（2013年）